# Miriam Reyes Oliva
Miriam Reyes Oliva (Cádiz, 1986) es emprendedora social y fundadora de Aprendices Visuales.

## Biografía
Estudió arquitectura en la Escuela Superior de Arquitectura de Sevilla y posee un máster en comunicación por la Universidad Europea de Madrid. Después de trabajar durante su etapa de estudiante en el prestigioso estudio Herzog & de Meuron de Basilea regresó a España para realizar su proyecto de fin de carrera, una escuela de música y danza en Burkina Faso, proyecto que llegó a realizarse cooperando con una asociación local y desarrollando técnicas de construcción adaptadas. Ha sido profesora invitada en diferentes universidades españolas y colabora con proyectos de innovación social. Su trabajo le ha llevado a obtener reconocimientos nacionales e internacionales.
En 2012 fundó Aprendices Visuales, una organización que usa el poder del aprendizaje visual para que los niños desarrollen al máximo su potencial. Lo que en principio solo fue el diseño de cuentos con pictogramas digital, fue un éxito de descargas dentro y fuera de España, culminó en la constitución de una organización. Reyes junto a Amélie Jézabel Mariage (1991), Licenciada en Economía y Derecho entre Francia, Reino Unido y España, con un Máster en Periodismo por la Universidad Europea y formada en Emprendimiento Social en el INSEAD, fundaron en 2012 Aprendices Visuales. Esta organización tiene como misión que los y las niñas tengan a su alcance las herramientas para desarrollar al máximo su potencial. Aprendices Visuales trabaja desde tres líneas principales: la investigación, el desarrollo de material visual y la sensibilización social. La organización ha recibido varios reconocimientos como el Premio Nestlé a la Solidaridad, el UNICEF Emprende o el ChangeMaker X Change de Ashoka o el InnovatorsUnder35 del MIT. El uso de la tecnología ha permitido que sus aplicaciones interactivas sean utilizadas por más de un millón de niños y niñas en todo el mundo.
Escuelas visuales es su última iniciativa desde la que se acompaña a centros educativos en la implantación de herramientas visuales de enseñanza. Empezaron haciendo cuentos con pictogramas para niños y niñas que han sido leídos por más de un millón de niños en el mundo.

## Premios y reconocimientos
- 2021 Premio Revista Forbes Las otras 100 mejores fortunas de España[2] una lista en la que no están quienes destacan por la fortuna que acumulan, sino por la que procuran a los demás. Personas que un día decidieron pensar y actuar para mejorar la vida de otras personas, con iniciativas de todo tipo, que han hecho que muchas se sientan afortunadas.

- 2017 Premio Fundación Princesa de Girona Social[9] El galardón reconoce la trayectoria de jóvenes que, por su liderazgo y compromiso personal, hayan logrado éxitos en la creación y el impulso de proyectos sociales con visiones nuevas y logros tangibles, en el marco de entidades o empresas sociales.